# Nakhti (nomarque)
Pour les articles homonymes, voir Nakhti.
Nakhti est un gouverneur local égyptien à Beni Hassan en Moyenne-Égypte, à la XIIe dynastie. Il est connu par sa chapelle funéraire décorée (BH 21) à Beni Hassan. La décoration de sa chapelle funéraire est très probablement inachevée. Seul un mur est partiellement décoré de peintures, le montrant debout devant des ouvriers dans les marais. Les inscriptions qui s'y trouvent fournissent le nom et les titres de Nakhti. Il est « maire » et « surveillant du désert oriental ». Nakhti est également mentionné dans la chapelle de la tombe de Khnoumhotep II (BH3). Dans sa chapelle se trouve une longue inscription biographique relatant la vie du gouverneur mais aussi de sa famille. Il y est indiqué que Khnoumhotep Ier a installé Nakhti comme gouverneur à Beni Hassan.
Nakhti a vécu dans la première moitié de la XIIe dynastie, très probablement sous Sésostris Ier ou Amenemhat II.

## Biographie
- Percy Edward Newberry, Beni Hasan. Part II, Londres, Paul Kegan, Tubner Trench & Co. Ltd., 1893 (lire en ligne).
- Percy Edward Newberry, Beni Hasan. Part I, Londres, Paul Kegan, Tubner Trench & Co. Ltd., 1893 (lire en ligne).
- A. G. Shedid, Die Felsgräber von Beni Hassan in Mittelägypten, Mainz, von Zabern, 1994 (ISBN 3805315325).